# Llei d'alta muntanya
La Llei d'alta muntanya fou una llei aprovada pel govern de la Generalitat de Catalunya el 1983 que abastava la Val d'Aran, l'Alta Ribagorça, el Pallars Jussà, el Pallars Sobirà, l'Alt Urgell, la Cerdanya, el Solsonès, el Berguedà, el Ripollès i la Garrotxa.

## Història
Aquella Llei partia de la base que l'àrea de muntanya no havia assolit el mateix grau de desenvolupament econòmic de la resta de Catalunya i que requeria un esforç addicional, per part de les administracions, per tal de dotar-les d'infraestructura i d'equipament.

### Nova versió
Trenta anys després, l'any 2011, el Consell General de Muntanya va encarregar al Departament de TES engegar el procés de revisió de la Llei. En el marc d'aquests treballs, es va crear un grup de treball tècnic integrat per professionals, tant del Departament com del territori, involucrats en les àrees de desenvolupament rural, turisme, medi natural, telecomunicacions, estacions d'esquí i d'altres àrees estratègiques en l'economia pirinenca. El grup es va reunir durant els passats mesos de juny i juliol a la Seu d'Urgell, Sort i Berga, i el 5 de novembre de 2014 es van presentar les seves conclusions.
El grup de treball va constatar, com a premissa bàsica, l'obsolescència de la Llei però, alhora, la necessitat d'impulsar estratègies i instruments que continuïn contribuint al desenvolupament de les comarques muntanyenques. Per a desenvolupar aquestes accions, seria útil l'empara d'una llei, tot i que no és imprescindible.
Es conclou que els objectius de la política de muntanya, amb independència de l'instrument que l'acabi vehiculant, han de ser diferents als de la Llei vigent de 1983. Aquell text es focalitzava sobretot en les infraestructures viàries, l'obra pública i els equipaments, mentre que ara es considera prioritari fomentar la implantació d'empreses i projectes econòmics viables que afavoreixin el creixement demogràfic i la fixació de residents permanents.
Per a la nova etapa, s'aposta per concentrar l'esforç en projectes que es considerin estratègics i treballar mitjançant programes integrats, amb la participació de tots els actors concernits, que tinguin capacitat tractora de l'economia, objectius concrets, actors identificats i terminis definits.
Així mateix, es considera necessària la creació d'un instrument, un observatori, que vetlli perquè els instruments i el conjunt de les polítiques públiques s'ajustin a l'especificitat de les comarques de muntanya i aprofundir en les oportunitats de la cooperació transfronterera.
Els integrants del grup de treball remarcaven la necessitat de dotar-se d'un nou model organitzatiu per poder implantar aquests programes. Així, aposten per una agència de promoció econòmica del Pirineu amb tècnics de totes les comarques de muntanya que actués de ròtula entre el Govern de la Generalitat i un territori més organitzat. Aquesta agència hauria de funcionar amb un contracte programa i la seva funció seria concertar els programes, coordinar les estratègies comarcals, impulsar la internacionalització i liderar els projectes clau.